# Ri Kwang-hyok
Ri Kwang-hyok (en hangul: 리광혁; en hanja: 李光赫; Pionyang, Corea del Norte, 17 de abril de 1987) es un futbolista norcoreano que juega como defensa en el Rimyongsu SC de la Liga de fútbol de Corea del Norte.

## Selección nacional
Ha sido internacional con la selección de fútbol de Corea del Norte en 15 ocasiones y ha convertido un gol. Fue convocado para disputar la Copa del Mundo de 2010.

### Participaciones en Copas del Mundo
| Mundial                               | Sede      | Resultado      | Partidos | Goles |
| ------------------------------------- | --------- | -------------- | -------- | ----- |
| Copa Mundial de Fútbol Sub-20 de 2007 | Canadá    | Fase de grupos | 3        | 0     |
| Copa Mundial de Fútbol de 2010        | Sudáfrica | Fase de grupos | 0        | 0     |

### Participaciones en Copas Asiáticas
| Copa               | Sede  | Resultado      | Partidos | Goles |
| ------------------ | ----- | -------------- | -------- | ----- |
| Copa Asiática 2011 | Catar | Fase de grupos | 0        | 0     |

### Goles internacionales
| # | Fecha               | Lugar    | Oponente | Marcador | Resultado | Competición                 |
| - | ------------------- | -------- | -------- | -------- | --------- | --------------------------- |
| 1 | 13 de marzo de 2012 | Katmandú | India    | 4-0      | Victoria  | Copa Desafío de la AFC 2012 |

## Clubes
| Club           | País            | Año       |
| -------------- | --------------- | --------- |
| Kyonggongop SC | Corea del Norte | 2007-2013 |
| Rimyongsu SC   | Corea del Norte | 2014-     |

## Palmarés

### Campeonatos nacionales
| Título                  | Club           | País            | Año  |
| ----------------------- | -------------- | --------------- | ---- |
| Copa de Corea del Norte | Kyonggongop SC | Corea del Norte | 2009 |

### Copas internacionales
| Título                 | Selección       | Sede      | Año  |
| ---------------------- | --------------- | --------- | ---- |
| Copa Desafío de la AFC | Corea del Norte | Sri Lanka | 2010 |
| Copa Desafío de la AFC | Corea del Norte | Nepal     | 2012 |